# Jacky Fréon
Pour les articles homonymes, voir Fréon.
Jacky Fréon est un chef cuisinier français né le 3 février 1948. Il est le premier récipiendaire du Bocuse d'Or, en 1987. Il a également été nommé Meilleur ouvrier de France honoris causa.